# شهرستان مری‌وثر (جورجیا)
شهرستان مری‌وثر، جورجیا (به انگلیسی: Meriwether County, Georgia) یک سکونتگاه مسکونی در ایالات متحده آمریکا است که در جورجیا واقع شده‌است.